# أفيتشي أرينا
إريكسون غلوب (بالإنجليزية: Ericsson Globe) أو ستوكهولم غلوب أرينا، هي مبنى ذو ساحة داخلية تقع في ستوكهولم غلوب سيتي، منطقة جوهانشوف في ستوكهولم، السويد.
يُعتبر إريكسون غلوب أكبر مبنى نصف كروي في العالم واستغرق بناءه عامين ونصف. وهو على شكل كرة بيضاء كبيرة، يبلغ قطرها 110 متر (361 قدم) وارتفاعها الداخلي 85 متر (279 قدم). ويبلغ حجم المبنى 605،000 متر مكعب (21188800 قدم مكعب). لديها مقاعد تسع لـ 16،000 متفرج للعروض والحفلات الموسيقية، و 13،850 للهوكي الجليد.
تم افتتاحها عام 1989 وتُعتبر من أهم معالم ستوكهولم.